# 八神千歳
八神 千歳（やがみ ちとせ、5月18日 - ）は、日本の漫画家。愛知県出身。血液型はA型。
小学館を軸に活動している漫画家で、ちゃお、chuchu（現在廃刊）で漫画を連載している。

## 来歴・人物
2001年、『ちゃおデラックス』（小学館）4月号にて掲載された「マジカル☆ぷろじぇくと」でデビュー。
同年『ちゃお』10月号から、「おいでよ! ヘナモン世界 カスミン」で初連載を果たす。
2002年、『まんがみたいな恋したいっ!』の連載開始（第2作目の連載作品）。短期連載だったが反響は大きく、コミックスでは同作品と続編の『続 まんがみたいな恋したいっ!』が発売され、コミックス累計発行部数は40万部を突破している。そして2009年にはノベライズとして、栖川マキで小説化された。
2004年、『キス・キス』が「Kiss×Kiss 星鈴学園」としてバンダイからGBAでゲーム化される。
2011年、『オレ様キングダム』が「オレ様キングダム 恋もマンガもデビューを目指せ!どきどきLOVEレッスン」として、バンダイナムコゲームスからニンテンドーDSでゲーム化され、同年『ちゃお』2月号付録ではアニメ（OVA）化されたDVDが収録された。
『ちゃお』本誌の連載では、主人公の女子キャラ1人に男子キャラ多数の逆ハーレム物を好んで描く傾向が強い。

## 作品リスト

### 連載作品
- おいでよ! ヘナモン世界 カスミン（『ちゃお』2001年10月号 - 2002年9月号・ショート漫画）
- まんがみたいな恋したいっ!（『ちゃお』2002年9月号 - 11月号）
- くるみちっく☆ミラクル（『ちゃお』2003年2月号 - 4月号）
- いけない♥ナビゲーション（『ちゃお』2003年7月号 - 12月号、2004年2月号）
- キス・キス（『ちゃお』2004年4月号 - 2005年3月号）
- ボクのプラチナレディー（『ちゃお』2005年5月号 - 2006年7月号）
- ラブぱに（『ちゃおデラックス』2006年春号 - 2010年夏号）
- となりの聖くん（『ChuChu』2006年2月号・3月号）
- おにがわら横町三丁目（『ちゃお』2008年5月号 - 2009年1月号）
- オレ様キングダム（『ちゃお』2009年4月号 - 2014年7月号）
- カノジョ×コイビト（『ChuChu』2009年6月号・7月号）
- イナズマイレブンGO（『ちゃお』2012年1月号・2月号）
- ヒミツの王子様☆（『ちゃお』2014年10月号 - 2016年6月号）
- ハピコン!（『ちゃお』2016年9月号 - 2017年8月号）
- Honey❤ Days（『ちゃお』2017年10月号 - 2018年10月号）
- サメとパンツ（『ちゃおDX』2018年9月号 - 不定期連載中）
- 恋するメゾン（『ちゃお』2018年12月号 - 2020年2月号）
- 溺愛ロワイヤル（『ちゃお』2020年4月号[4] - 連載中）
- オレ様キングダムDX（『ちゃおDX』2020年5月号 - 連載中）
- 少女マンガのヒーローになりたいのにヒロイン扱いされる俺。（『ちゃおコミ』2021年10月15日[5] - 連載中）

#### シリーズ連載
- きゃらめる♥キッスシリーズ

きゃらめる♥キッス（『ちゃお』2006年9月号 - 2007年2月号）
きゃらめる♥キッスChu!（『ちゃお』2007年3月号 - 同年7月号）
きゃらめる♥キッスSweet!（『ちゃお』2007年8月号 - 2008年3月号）

### 読切作品
- マジカル☆ぷろじぇくと（2001年『ちゃおデラックス』春の増刊号） - デビュー作
- 男前!?じゃじゃ馬娘★（2001年『ちゃおデラックス』初夏の増刊号）
- 最後のお願い（2001年『ちゃおデラックス』夏の増刊号）
- とまどいお姫様（プリンセス）（2001年『ちゃおデラックス』秋の増刊号）
- KISSして♥超能力少女（エスパーガール）（2002年『ちゃお』1月号）
- 恋して♥チャイナガール（2002年『ちゃおデラックス』春の増刊号）
- 電GEKI的らぶロマンス（2002年『ちゃお』6月号）
- キケンな超能力学園（2002年『ちゃおデラックス』初夏の増刊号）
- お熱いファイヤーガール（2002年『ちゃおデラックス』夏の増刊号）
- ドキッと♥Boy's X LOVE（2003年『ちゃおデラックス』初夏の増刊号）
- オオカミの飼い方おしえます!?（2003年『ちゃおデラックス』秋の増刊号）
- 悪戯なカレシ（2004年『ChuChu』春号）
- ハジメテ♥キッス（2004年『ちゃおデラックス』秋の増刊号）
- シークレット・メッセージ（2004年『ちゃおデラックス』秋の増刊号）
- プリカレ（2005年『ChuChu』春号）
- 抱きしめたいっ!!（2005年『ChuChu』初夏号）
- HELP!（2005年『ChuChu』秋号）
- センセイのひみつ。（2006年『ChuChu』11月号）
- 恋愛☆極楽浄土（2007年『ちゃおデラックス』冬の大増刊号）
- 恋神－コイガミ－（2008年『ちゃおデラックス』春待ち超大増刊号）
- ワタシノタカラモノ。（2009年『ちゃおデラックス』初夏の大増刊号）
- イケメン☆9!（2009年『ちゃおデラックス』秋の大増刊号）
- イケメン☆9!〜あなたにヘッドスライディング!!〜（2010年『ちゃおデラックス』秋の超大増刊号）
- 初恋ブラッド（2011年『ちゃおデラックス』春待ち超大増刊号）
- ラブぱに〜秀徳の・・変身大作戦!〜（2012年『ちゃおデラックス』夏の超大増刊号）

## 刊行作品

### コミックス
- KISSして♥超能力少女（エスパーガール）
- まんがみたいな恋したいっ!
- 続 まんがみたいな恋したいっ!
- くるみちっく☆ミラクル
- いけない♥ナビゲーション（全2巻）
- キス・キス（全3巻）
- ボクのプラチナレディー（全3巻）
- となりの聖くん
- ラブぱに（既刊4巻）
- きゃらめる♥キッス（全4巻）
- おにがわら横町三丁目（上・下 全2巻）
- オレ様キングダム（全12巻）
- イケメン☆9!
- ヒミツの王子様☆（全4巻）
- ハピコン!（全3巻）
- Honey Days（全3巻）
- 恋するメゾン（全3巻）
- サメとパンツ（既刊1巻）
- 溺愛ロワイヤル（既刊13巻）
- オレ様キングダムDX（既刊2巻）
- 少女マンガのヒーローになりたいのにヒロイン扱いされる俺。（既刊6巻）

### オムニバス
- 眠れぬ夜の物語
- ココロ・あみ→ご ウチらのキズナ
- ココロ・あみ→ご 初めての両想い
- 小学生だって恋したい〜めざせっ★カレカノデビュー!!〜
- 死神はささやく
- 極あま♥恋するファンタジー

### 小説挿絵
- まんがみたいな恋したいっ!（箸：栖川マキ、2009年1月29日発売）
- アニマル☆プリンス 雪の日の午後にお菓子の魔法（著:矢吹ましろ、2010年11月1日発売）
- オレ様キングダム（著：村上アンズ）

1. -red-（2012年12月19日発売）
2. -blue-（2013年8月21日発売）

- ラブぱに〜エンドレス・ラバー〜（著：宮沢みゆき、2013年2月20日発売）
- 白魔女リンと3悪魔シリーズ（著：成田良美）

1. （2014年11月19日発売）
2. フリージング・タイム（2015年4月27日発売）
3. レイニー・シネマ（2015年12月16日発売）
4. スター・フェスティバル（2016年6月22日発売）
5. ダークサイド・マジック（2017年1月25日発売）
6. フルムーン・パニック（2017年7月26日発売）
7. エターナル・ローズ（2018年1月24日発売）
8. ミッドナイト・ジョーカー（2018年8月24日発売）
9. ゴールデン・ラビリンス（2019年3月29日発売）
10. ウエディング・キャンドル（2019年12月20日発売）

- ヒミツの王子様☆ 恋するアイドル!（箸：都築奈央、2016年3月24日発売）
- 訳ありイケメンと同居中です!! 推し活女子、俺様王子を拾う（著：東里胡、2024年9月27日発売）

## ゲーム
- Kiss×Kiss 星鈴学園（2004年12月2日発売）
- オレ様キングダム　恋もマンガもデビューを目指せ!どきどきLOVEレッスン（2011年11月23日発売）